# Crypthelia peircei
Crypthelia peircei is een hydroïdpoliep uit de familie Stylasteridae. De poliep komt uit het geslacht Crypthelia. Crypthelia peircei werd in 1867 voor het eerst wetenschappelijk beschreven door Pourtalès. 